# 叶史瓦

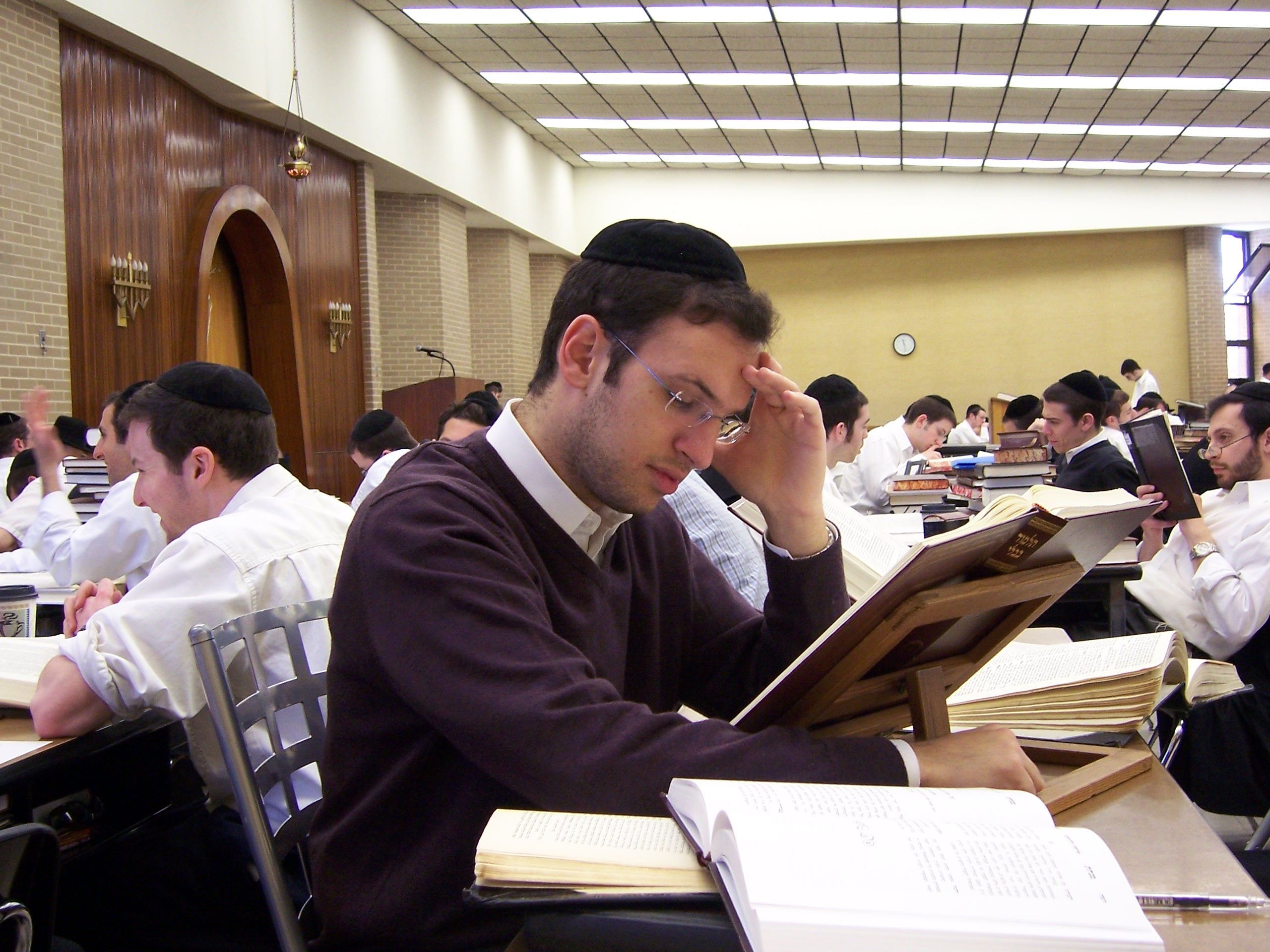
在叶史瓦中学习的犹太学生

叶史瓦（希伯來語發音：[je.ʃiˈva]）又稱授业座、犹太经学院，是一种犹太人的宗教教育机构，主要负责对犹太教传统宗教典籍，尤其是《塔木德》和《妥拉》进行研究和教授。叶史瓦的学习分为日间的统一授课（称为“shiurim”） ，以及课下的学习讨论（称为“Chavrusa”）。
在过去，叶史瓦的学习只能由男性参加。当代，猶太教正統派以外宗派的叶史瓦以及部分现代正統派的叶史瓦也对女性开放。